# Соціальна еволюція
Соціа́льна еволю́ція — поняття, яке використовується для позначення внутрішньо єдиної системи соціальних змін, що відбуваються через загальні принципи системи та виявляються у певних тенденціях, які ведуть до соціальних новостворень. Це розвиток суспільства від найпростіших форм до найскладніших. Багато в чому нагадує біологічну еволюцію, характеризуючись:
- невичерпністю,
- направленістю,
- різноманіттям.

Але, крім предмета, є ще одна суттєва різниця: не виходячи за межі знань, які має людина, ми можемо з певною імовірністю вгадати її наступний крок.
Філософським терміном поняття «еволюція» стає у Миколи Кузанського. Мислителі Нового часу аналізують соціальні зміни в межах природного розвитку світу. Соціальна еволюція ототожнюється з прогресом як із нескінченним удосконаленням суспільства на основі духовного розвитку людини. При цьому еволюція розглядається в дусі преформізму, тобто уявлення про те, що історичний процес споконвіку визначений наперед його сутністю. Це виливається в ідею фіналізму, відповідно до якого існує певний стан еволюції. Залишається лише нерозв'язаною проблема виникнення нового в соціальному житті.
Розгорнуту теорію соціальної еволюції запропонував Герберт Спенсер. Відповідно до неї, соціальна еволюція — це рух від однорідного до різнорідного, єдність інтеграції й диференціації.
У 20 столітті деякі норми класичного еволюціонізму піддано критиці. Виникає новий напрям — неоеволюціонізм. У ньому збереглися основні постулати класичного еволюціонізму, але замість ідеї однолінійного розвитку культури розвивалися ідеї універсальної еволюції (виявлення глобальних змін, які мають форму розвитку) та багатолінійної (можливі декілька шляхів соціокультурного розвитку, відсутність орієнтації на встановлення загальних законів еволюції).

## Цитати про соціальну еволюцію
Фрідріх Гаєк про соціальну еволюцію у своїй книзі «Право, законодавство і свобода»:
Процеси соціальної еволюції — всупереч утопічним теоретизуванням теоретиків-соціалістів —  відбуваються без участі чиєїсь волі або передбачення. Керувати ними людство не в змозі. Ба більше, саме тому й можлива культурна еволюція, що її ніхто не спрямовує і не передбачає. Із спрямовуваного процесу може вийти тільки те, що свідомість, яка спрямовує, може передбачити. Вона і виявиться у виграші від експерименту. Суспільство, що розвивається, рухається вперед не ідеями уряду, а відкриттям нових шляхів і методів у процесі спроб і помилок, іноді вельми болісних.

## Зовнішні посилання
- Соціальна еволюція — суспільство небайдужих людей
- Визначення еволюціонізму на Академіку
- Про неоеволюціонізм
- Соціальна еволюція — «Новітній філософський словник»